# Арабка (село)
Ара́бка — село в Україні, у Мелітопольському районі Запорізької області. Входить до складу Мирненської селищної громади. Населення становить 99 осіб. Колишній орган місцевого самоврядування — Астраханська сільська рада.

## Географія
Село Арабка складається з однієї вулиці, що простягнулася на 1 км по лівому березі річки Арабка. Річка в цьому місці пересихає. Від західної околиці села-асфальтована дорога веде в села Свободне та Астраханка, центр сільради, якій підпорядкована Арабка.

## Населення

### Мова
Розподіл населення за рідною мовою за даними перепису 2001 року:
| Мова       | Кількість | Відсоток |
| ---------- | --------- | -------- |
| українська | 69        | 69.7%    |
| російська  | 30        | 30.3%    |
| Усього     | 99        | 100%     |

## Історія
- 1923 — дата заснування.

## Пам'ятки
Поруч із селом розташований Арабківський заказник, цілинна ділянка площею 2 га з різнотрав'ям та дикою ентомофауною.